# Jia Chunwang
Jia Chunwang (cinese semplificato:贾春旺; Pechino, 1938) è un politico cinese, procuratore capo della Procura suprema del popolo dal 2003 al 2008.
Jia è nato nella contea di Daxing, a Pechino. All'età di vent'anni si è iscritto alla Facoltà di ingegneria fisica all'Università di Qinghua. Qui, nel 1962, è diventato membro del Partito Comunista Cinese. Nel 1964 ha conseguito la laurea in Ingegneria Fisica, iniziando subito dopo ad insegnare presso la stessa facoltà. Intorno alla metà degli anni '60 è stato vicedirettore del Dipartimento di studio e lavoro (xuexi laodongbu) della Lega della Gioventù di Qinghua.
Nel 1966 la sua carriera ha subito una brusca battuta d'arresto. Nel corso della Rivoluzione Culturale infatti Jia fu deportato nelle aree rurali per svolgere lavori manuali. Jia sarebbe stato reintegrato nei suoi incarichi solo sei anni dopo, nel 1972. Fino al lancio della Politica di Apertura e Riforma, Jia ha ricoperto posizioni di basso profilo alla Facoltà di Ingegneria Fisica, dove ha lavorato come direttore dell'Ufficio Generale, e membro permanente del comitato di partito.
Tra il 1978 ed il 1982 è stato direttore dell'Ufficio per gli Affari degli Studenti dell'Università di Qinghua, segretario della Lega della Gioventù di Qinghua, e della Lega della Gioventù di Pechino, che ha diretto tra il 1982 ed il 1983. Malgrado la sua passata affiliazione a Qinghua ed alla Lega della Gioventù, Jia raramente figura tra i membri della "Cricca di Qinghua" o del tuanpai. Pubbliche apparizioni, attività politiche e visite compiute lungo l'intero corso degli anni '80 lascerebbero pensare che Jia sia stato vicino ad alcuni leader conservato di Pechino.
Nel 1983, Jia ha lasciato la sua posizione alla Lega della Gioventù di Pechino, per diventare segretario di partito del distretto di Haidian. L'anno seguente è stato nominato vicesegretario di partito di Pechino, oltre che segretario della Commissione per l'ispezione disciplinare (jilü jiancha weiyuanhui) di Pechino. I dodici mesi trascorsi alla guida della Commissione sono stati il preludio della sua nomina a Ministro della Sicurezza di Stato. Jia è rimasto alla guida del Ministero per la Sicurezza di Stato per 13 anni, fino al 1998. In quest'anno, Jia è stato trasferito al Ministero della pubblica sicurezza, divenendo anche il direttore della Commissione statale per il controllo dei narcotici (guojia jindu weiyuanhui).
Nel 2003 Jia è stato nominato procuratore capo della Procura suprema del popolo. Attualmente, Jia è presidenta dell'Associazione Cinese dei Procuratori (Zhongguo Jianchaguan Xiehui). Nel 2006 ha presieduto la Prima Conferenza e Congresso annuale dell'Associazione Internazionale delle Autorità Anticorruzione (International Association of Anti-Corruption Authorities, IAACA).
Jia è stato membro titolare del XII, XIII, XIV, XV e XVI Comitato Centrale del Partito Comunista Cinese. Tra le sue altre cariche, si ricordano quella di Commissario generale della Polizia Armata del Popolo (1992) e Primo commissario politico della Polizia del Popolo (1998).